# Platygaster hanseni
Platygaster hanseni är en stekelart som beskrevs av Peter Neerup Buhl 2006. Platygaster hanseni ingår i släktet Platygaster och familjen gallmyggesteklar. Arten är reproducerande i Sverige. Inga underarter finns listade i Catalogue of Life.